# پشیمانی‌های خانم آستین
پشیمانی‌های خانم آستین (به انگلیسی: Miss Austen Regrets) فیلمی تلویزیونی محصول سال ۲۰۰۷ و به کارگردانی گوئینت هاجس است. در این فیلم بازیگرانی همچون اولیویا ویلیامز، ایموجن پوتس، گرتا اسکاکی، هیو بونه‌ویل، فیلیدا لاو، پیپ تورنس، ساموئل روکین، تام هیدلستون، تام گودمن-هیل، جک هیوستون و جیسون واتکینز ایفای نقش کرده‌اند.